# GJ 1214 b
GJ 1214 b是一個在2009年發現的太陽系外超級地球，環繞位於蛇夫座內的GJ 1214恆星，距離地球13秒差距，即40光年。證據顯示，這個「水世界」同樣擁有大氣層，亦是現時除了柯洛7b以外，已發現的系外行星中第二個已知質量及半徑比太陽系的氣體巨星為小的行星。天文學家認為這顆行星是歷來發現特徵最接近地球的行星，所以它的發現對人類很重要。雖然它的恆星是一顆昏暗的紅矮星，亮度只有太陽的三千分之一，但由於二者間距離太近，這顆水行星表面溫度高達200℃，它繞恆星運行1周只需38小時，比地球要365天短得多。它的表面没有土地，而是100％的水。現時科學家透過當它凌越母星時，透過從它的光分析其大氣成分，以取得更多有關這顆行星的資訊。

## 檢測
這顆行星是當它凌越所環繞的恆星時，被MEarth計劃的人員發現了，該行星也是MEarth計劃發現的第一顆系外行星。2009年初，計劃人員利用配備了RC光學系統（RC Optical Systems）製造的40 cm（16英寸）望遠鏡及一般的攝影機，在Software Bisque Paramount ME 機器人支架的輔助下，拍攝得有關圖片。當時工作人員發現恆星GJ 1214有光度下降的現象，更進一步的觀測則確定該恆星每隔1.58日光度就下降1.5%。之後再進一步使用歐洲南方天文台轄下拉西拉天文台的口徑3.6公尺望遠鏡配備的高精度徑向速度行星搜索器進行徑向速度量測。這些量測都各自確認了行星存在的證據。接著相關論文發表在期刊《自然》，並對行星質量、半徑、軌道參數進行預測。

## 行星特質

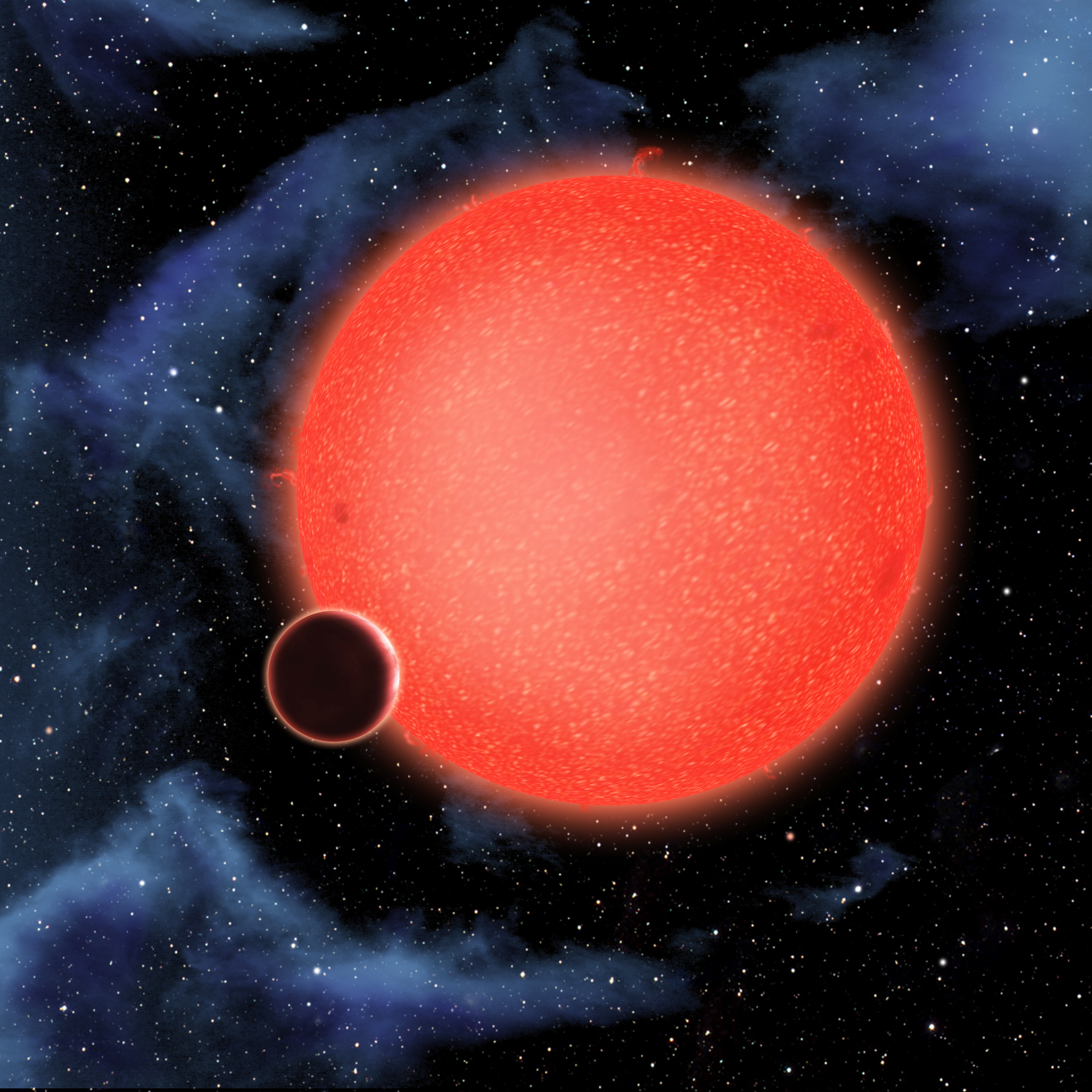
GJ 1214b的直徑大約是地球的2.7倍，質量大約是接近地球的7倍。

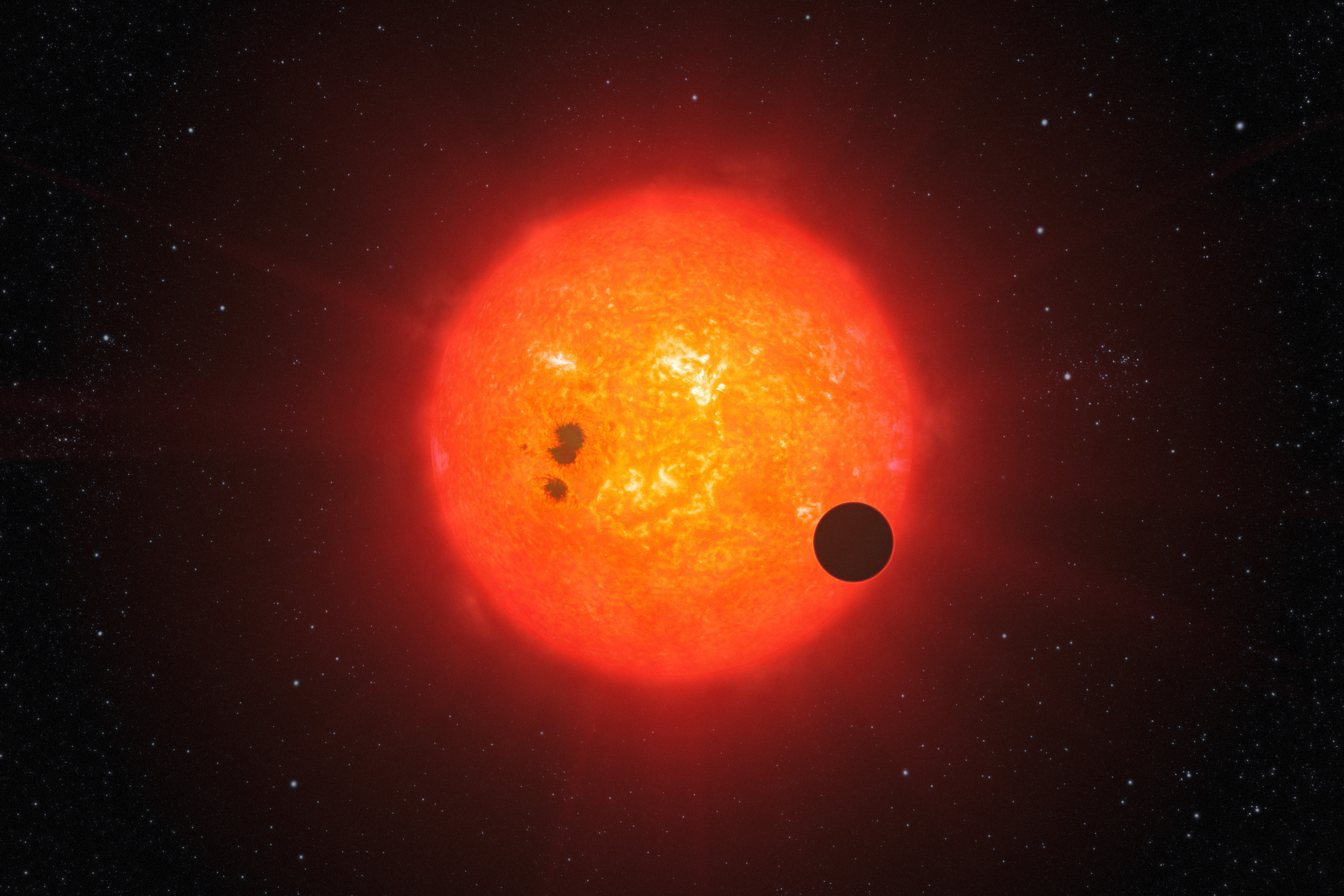
藝術家筆下GJ 1214 b對母恆星凌日現象。該行星是第二顆被發現的超級地球，並且天文學家已確認了質量和半徑，是關於行星結構的重要線索。

GJ 1214 b 的半徑可經由它對母恆星凌日時從地球上觀測母恆星光度減少量得知。行星的質量可以對母恆星以精密的徑向速度量測恆星光譜內譜線因為都卜勒效應造成的移動量求得。根據行星的質量和半徑就可得知密度。和理論模型相比較，行星的密度可以提供有限但相當有用的行星組成和結構資訊。
基於相關資料，一般認為 GJ 1214 b 有一個相對較厚的氣體外層。在行星形成和演化中不同的組成物質會影響行星的結構。GJ 1214 b 可能是一個正在釋放氣體中，有富含氫的大氣層的的岩石行星、或者是迷你海王星甚至是海洋行星。如果它是一個水世界，那它可能是溫度較高、且體積較大版本的伽利略衛星。如假設 GJ 1214 b 是海洋行星，即行星內部核心是岩石，外部被大量液態水覆蓋的行星，而岩石和水的組成比例可能是25%岩石和75%水，且星球表面很可能覆盖有质量约占整体0.05%的氢和氦厚層大气层。水行星的形成可能是因為行星軌道遷移和原行星由富含冰的揮發成份形成在雪線之外，但從未達到足以吸積大量氫和氦這些星雲氣體而形成的。因為流體靜壓力會隨深度變化，以及模型中水的物質狀態包含氣體、液體、超流體、高壓冰和電漿態，该行星上部分水可能以冰VII的形式存在。
因為母恆星體積相對較小，在凌日時觀測行星光譜是可行的。比較凌日和非凌日狀態的光譜變化就可以推測行星大氣組成。2010年12月出版的一篇論文指出光譜在750到1000 nm 波段是沒有明顯特徵的。因為厚而無雲的富含氫大氣層會產生可以被偵測到的光譜特性，因此大氣曾富含氫的假設似乎被排除了。雖然沒有觀測到水蒸汽或其他分子的明顯特徵，論文座者仍認為行星大氣可能主要由水蒸氣組成。其他的可能性是有位於高層大氣的厚雲吸收了恆星的光，必須以更進一步觀測來確定大氣組成。
雖然現在無法直接確定行星大氣層，仍可使用太空望遠鏡進行更進一步的觀測取得近似結果，例如使用哈伯太空望遠鏡觀測光譜確定是否有水蒸氣存在。因為行星年齡的推測，以及流體逃逸率的計算結果是9×105 kg s−1，科學家認為该行星很可能有过显著的大气流失，现有的大气层也并非行星形成时的。
從行星表面反射的光芒分析，行星的表面溫度大約是393–555 開氏度 (即120–282 °C)，在2011年發現克卜勒16b以前是比任何已知的凌日行星都要低。这个温度范围取决于行星的球面反射率，如果反射率为0，则表面温度为 555 K，如反射率为0.75，表面温度则为 393 K（和金星相似）。

## 參看
- 格利泽581c
- 格利澤581d
- MOA-2007-BLG-192Lb
- 格利澤876d
- COROT-7b
- HD 149026 b

## 外部連結
- （英文） Astronomers Find World with Thick, Inhospitable Atmosphere and an Icy Heart（页面存档备份，存于）
- （英文） MEarth Project
- GJ 1214b Revealed To Be ‘Mini Neptune’
- Hubble reveals a new class of planet（页面存档备份，存于）
- （页面存档备份，存于）